# Sophie Marrot
Pour les articles homonymes, voir Marrot.
Sophie Marrot (née le 13 février 1975 à Auch) est une athlète française, spécialiste de l'heptathlon.

## Biographie
Sophie Marrot est médaillée d'argent sur 100 mètres haies aux Journées olympiques de la jeunesse européenne de 1991 à Bruxelles. Elle est médaillée de bronze du 100 mètres haies aux Championnats d'Europe juniors d'athlétisme 1993 à Saint-Sébastien (Espagne).
Sophie Marrot est sacrée championne de France d'heptathlon en 1998 à Dijon. 
Elle est médaillée d'argent en heptathlon aux Jeux de la Francophonie de 1997 à Antananarivo.